# Internationale Fechtmeisterschaften 1922
Die Internationalen Fechtmeisterschaften 1922 waren die zweite Austragung der heute als Weltmeisterschaft anerkannten Wettbewerbe im Fechten und fanden in der französischen Hauptstadt Paris (Degen) und der belgischen Stadt Ostende (Säbel) statt. Das von der Fédération Internationale d’Escrime organisierte Turnier wurde offiziell als Europameisterschaft ausgetragen, jedoch waren auch Fechter aus nichteuropäischen Staaten zugelassen. 1937 wurden die Veranstaltungen offiziell in Weltmeisterschaft umbenannt, die Internationalen Fechtmeisterschaften 1922 wurden rückwirkend als zweite Weltmeisterschaft anerkannt.

## Resultate der Männer

### Degen, Einzel
| Platz | Land       | Sportler         |
| ----- | ---------- | ---------------- |
| 1     | Norwegen   | Raoul Heide      |
| 2     | Frankreich | Robert Liottel   |
| 3     | Frankreich | Gaston Cornereau |

### Säbel, Einzel
| Platz | Land        | Sportler            |
| ----- | ----------- | ------------------- |
| 1     | Niederlande | Arie de Jong        |
| 2     | Frankreich  | Maurice Taillandier |
| 3     | Belgien     | Léon Tom            |

## Medaillenspiegel
| Platz | Land        | Gold | Silber | Bronze | Gesamt |
| ----- | ----------- | ---- | ------ | ------ | ------ |
| 1     | Niederlande | 1    | 0      | 0      | 1      |
| 1     | Norwegen    | 1    | 0      | 0      | 1      |
| 3     | Frankreich  | 0    | 2      | 1      | 3      |
| 4     | Belgien     | 0    | 0      | 1      | 1      |